# Spider-Slayers
Los Spider Slayers (en español Mata Arañas, Cazadores de Arañas o Destructores de Arañas) son una serie de robots ficticios que aparecen en los cómics estadounidenses publicados por Marvel Comics. Los robots se representan como específicamente diseñados para cazar, capturar o matar a Spider-Man.

## Biografía ficticia
Vea la Lista de Spider-Slayers para un desglose completo de todas las versiones de Spider-Slayer.
La primera serie de los robots fueron originalmente diseñados y construidos por el Dr. Spencer Smythe con el respaldo financiero de J. Jonah Jameson quien los puso a prueba para tener el placer de cazar personalmente al superhéroe que él odiaba, capturándolo. Sin embargo, Spider-Man siempre se las arregló para derrotar a cada robot alternativamente. Los esfuerzos continuos de Smythe para perfeccionar sus máquinas fueron contraproducentes para él, llevándolo a auto contaminarse fatalmente por envenenamiento por la radiación emitida de los materiales de construcción de sus creaciones. Culpando tanto a Jameson como a Spider-Man de esto, Smyte intentó como acto final asesinar a ambos, pero murió poco antes de que Spider-Man frustre el intento.
Más adelante, Jameson le encargó a otro científico, la Dr. Marla Madison la creación de un Spider Slayer, nuevo y mejorado. Aunque no lo logró, se enamoró y se casó con ella.
En Amazing Spider-Man anual #19 (lanzado en 1985), el hijo de Smythe, Alistair emergió como un nuevo creador de Mata Arañas y juró vengarse de Spider-Man, siguió reiteradamente atacando al superhéroe con su propia serie de Slayers. Más tarde, este se transformó en un Spider-Slayer humanoide, pero siguió siendo un enemigo menor.
El Spider-Slayer original fue observado entre los robots y máquinas de la colección del Reanimador. Más tarde, Wolverine destruyó el Spider-Slayer cuando Reanimator intentó utilizarlos contra él. Más tarde, fue utilizado por J. Jonah Jameson para atacar a She-Hulk después de que ella se casara con su hijo John Jameson, pero fue destruido.
En Amazing Spider-Man #603, Jameson (ahora alcalde de Nueva York) tenía algún viejo Spider-Slayers enviado a él del almacenamiento, para equipar mejor a su "anti-Araña Squad" para acabar con Spider-Man. La tecnología de Spider-Slayer se combina con la de los trajes Mandroide. Sin embargo, el "Spider-Slayer Squad" vistiendo los trajes renunció sus trabajos después de que Spider-Man salve a él y a Nueva York de una bomba sucia.
A pesar de no estar técnicamente relacionadas con las creaciones de Smythe y de Madison, cuando Spider-Man ajustó todos los Octobots creados por el Doctor Octopus y mantenido en el precinto de la policía de Nueva York para llevar un antídoto capaz de revertir las mutaciones volviendo a toda la población de Nueva York en Spider-Men, él renombra humorísticamente a estos robots como sus propios Spider Slayers.
Cuando el Rey Duende y su grupo Goblin Underground causan estragos en Manhattan, el Alcalde J. Jonah Jameson revela a los Goblin-Slayers que planea usar contra las amenazas relacionadas con el Duende. Mary Jane Watson expresa su preocupación de que los Goblin-Slayers solían ser Spider-Slayers. El alcalde J. Jonah Jameson le ordena al Jefe Pratchett que envíe a uno de los Goblin Slayers a la ubicación del robo y luego se dirija a perseguir al Superior Spider-Man (La mente del Doctor Octopus en el cuerpo de Peter Parker). Después de que Don Lamaze sacrificara su vida para salir de la trampa del Rey Duende, el Superior Spider-Man se enfrentó a una legión de cazadores de arañas con la cara del alcalde J. Jonah Jameson proyectada en la placa frontal. El alcalde J. Jonah Jameson responde que ha terminado con su chantaje y que no le importa si lo pierde todo, siempre y cuando finalmente pueda derribar a Spider-Man. El Superior Spider-Man intenta luchar contra los Spider-Slayers, pero descubre que son mucho más fuertes que todos los anteriores. De repente, Spider-Man 2099 desactiva remotamente a los Spider-Slayers, quien se enfrenta al Superior Spider-Man sobre quién es realmente y las razones de sus acciones en los últimos tiempos. De repente, los Spider-Slayers se reactivan al impacto de Spider-Man 2099. La voz del Rey Duende suena declarando que él también ha tomado el control de los Spider-Slayers, que atrapan a los Spider-Men por sus cabezas mientras el Rey Duende comenta que Norman Osborn ahora dirige esta ciudad.
En una historia de Spider-Man 2099 después de la muerte de Smythe, los distribuidores venden ilegalmente Spider-Slayers a naciones extranjeras. Sin embargo, después de que Miguel acompaña a Tiberus Stone en uno de esos tratos, termina luchando contra el Escorpión (que fue contratado por Alchemax para probar más a los cazadores de arañas) ya que Stone es capturado por los rebeldes locales, Miguel derrota al Escorpión engañó a los Cazadores de arañas para que lo atacaran, mientras que el encuentro de Stone con los rebeldes lo impulsa a cambiar de opinión acerca del trato original.

## Otras versiones

### Ultimate Marvel
En el universo de Ultimate Marvel, los Spider-Slayers fueron construidos por el Tinkerer bajo la orden del General Nick Fury, para ser utilizados en caso de que Spider-Man alguna vez fuera un pícaro. Cuando los clones de Spider-Man comienzan a correr al desenfrenado Nick Fury y un batallón de Spider-Slayers viajan a la residencia de Parker para arrestar a Peter, solo para encontrarse con Los 4 Fantásticos y Carnage, este último que los Slayers derriban (volviéndola a Gwen Stacy). Los asesinos luego matan a un clon desfigurado de Spider-Man y encarceló a otro clon inestable de Peter Parker / Spider-Man en S.H.I.E.L.D.
En la continuidad de Ultimate Marvel, los Spider-Slayers son robots altos (de aproximadamente ocho pies) que se balancean en una esfera grande, empuñan dos cañones de brazos y tienen una esfera para sus cabezas. Resultaron, de hecho, no ser tripulados sino controlados de forma remota por el Tinkerer.

### MC2
Mientras trata de aprehender a un supervillano que salta de dimensión en la realidad MC2, Spider-Girl es enviada accidentalmente al pasado de la Tierra-616, donde se encuentra con la primera cazadora de arañas. Al confundirla con su cantera, Slayer ataca a Spider-Girl, que logra evadir la máquina debido a que Jameson y Smythe se distraen por la apariencia de "Spider-Man". Spider-Girl luego regresa a su propio universo y tiempo, mientras que Spider-Man derrota a Slayer de la misma manera que lo hizo en la historia original.

### Casa de M
En la realidad de House of M, J. Jonah Jameson (temiendo que Peter Parker se vengaría de él debido a que lo había visto como Spider-Man) hace que Alistair Smythe construya un Spider-Slayer para protegerlo. Cuando la familia de Peter irrumpe en la casa de Jonah en busca del diario de Peter (dado a él por el Duende Verde), Jonah, utilizando el Asesino, ataca. Golpeando a la esposa de Peter, Gwen Stacy, justo cuando Peter llega, el asesino de Jonah es despedazado por el héroe.
En House of M, Slayer se parecía a un robot humanoide con garras y un núcleo brillante en el pecho, similar a la armadura de Iron Man. Al igual que los primeros modelos en el universo convencional, tenía una pantalla de visualización que mostraba el controlador en lugar de una cara.

### What If
Después de que Tía May y John Jameson mueren en un choque del transbordador espacial causado por el Camaleón, J. Jonah Jameson adopta a Peter Parker, y culpa a las muertes de sus seres queridos en Spider-Man. Obsesionado con derribar a Spider-Man, Jameson encarga la creación de Spider-Slayer y la fórmula de Escorpión, esta última es ingerida por Flash Thompson. El suero deforma la mente de Flash y lo lleva a un alboroto, que termina cuando es dominado por Spider-Man (quien revela que es Peter Parker para Jameson) y Spider-Slayer, controlado por Jameson. Jameson se da cuenta de lo irracional que es su odio hacia Spider-Man y decide ayudar a su hijo adoptivo a combatir el crimen usando el Spider-Slayer.

## En Otros Medios

### Televisión
- El primer Spider-Slayer apareció en la serie animada Spider-Man de la década de 1960. Esta versión fue construida por Henry Smythe. En esta adaptación, en lugar de bobinas de acero que salen del cuerpo del robot, solo tiene dos brazos metálicos con forma de tentáculo, y también posee un periscopio. En el episodio "Capturado por J. Jonah Jameson", persiguió a Spider-Man por toda la ciudad. Después de que Spider-Man engañó a Spider-Slayer con un maniquí de sí mismo, Henry lleva a Spider-Slayer de vuelta a su casa para trabajar en ello.

- Los Spider-Slayers aparecieron en la serie de televisión de Spider-Man de 1994:
  - En el episodio "El Mata Arañas", fueron encargados por Norman Osborn para cazar y matar a Spider-Man, siendo creados y controlados por Spencer Smythe en hacer un trato de obtener una silla especial para su hijo. La araña "Viuda Negra" fue finalmente destruida y la fábrica explotó con Spencer Smythe aún permaneciendo en ella. Esto culminó en que Alistair Smythe trabajara para Kingpin cuando su padre se presumía muerto.
  - En el episodio de "El Regreso del Mata Arañas", Alistair reconstruyó no solo el mata arañas "Viuda Negra", sino que también construyó al mismo tiempo dos más llamados los Mata Araña "Tarántula" y "Escorpión". En esta representación, los tres Spider-Slayers podría unirse como un gran motor de la destrucción.
  - En "Lápida del Tiempo", Alistair construiría otra Slayer llamado "Mega Asesino", un robot humanoide volador fuertemente armado operado por control remoto. Como castigo por los repetidos fracasos y ser parcialmente responsable de la detención de Richard Fisk, el nuevo jefe científico de Kingpin, Herbert Landon mutó genéticamente a Alistair en el "Ultimate Spider-Slayer" como se ve en "The Ultimate Slayer." De esta forma, Alistair fue capaz de caminar de nuevo y además era increíblemente fuerte y resistente. También contaba con cuernos gemelos que crecen de sus hombros, los cuales eran pistolas láser orgánicas. Aunque Alistair se abrió del control de Kingpin cuando Spider-Man le reveló lo que realmente sucedió a su padre Spencer Smythe al ver que sigue vivo.
  - En el episodio "La Boda", Kingpin utiliza un duplicado del "Mega Asesino" de Smythe para detener a los Robots Duendes montados en planeadores enviados por Smythe y Harry Osborn estrellarse en la boda entre Peter Parker y Mary Jane Watson. Fue destruido con la ayuda de Spider-Man y la Gata Negra.

- Los Spider-Slayers aparecen en Ultimate Spider-Man vs. Los 6 Siniestros. Hay dos variaciones: el Proyecto Kaine seguido por los Delta-Nine Synthezoids que consisten en Bone Spider y Goliath Spider (ambos con voz de Imari Williams[19]) y Ghost Spider (con la voz de Roger Craig Smith[19]). Ambas versiones son parte de un proyecto secreto de HYDRA donde el ADN de Spider-Man se combina con los sintezoides de Arnim Zola. La habilidad adicional de Bone Spider le permite extender sus protuberancias y garras óseas, las habilidades adicionales de Goliath Spider le dan una gran fuerza y la capacidad de convertir su cuerpo en metal, y la habilidad adicional de Ghost Spider le permite teletransportarse, volverse intangible y realizar bioelectrokinesis. 
  - Aparecen en el arco de la historia de su propio título, "Los Destructores de Arañas", como personajes centrales. Spider-Man y Araña Escarlata llevan al Doctor Octopus a la isla Hydra, donde los tres se encuentran con los Delta-Nine Synthezoids en un enfrentamiento. Después de que se revela que Araña Escarlata es una versión Synthezoide avanzada unida con el ADN de Spider-Man con recuerdos implantados (similar a la saga Clone), Doc Ock revela que Araña Escarlata originalmente fue el líder de los Delta-Nine Synthezoids. Mientras los dos héroes luchan contra los Delta-Nine Synthezoids, Doc Ock (equipado con Nano-tech mejorado) viene en ayuda de las Arañas y aprisiona a los Delta-Nine Synthezoids. Después de la reactivación de Zola, Doc Ock deja Spider-Man y Araña Escarlata a la ira de los clones. Zola (a través de la nanotecnología de la isla HYDRA) atrapa a Araña Escarlata y Spider-Man, lo que hace que Araña Escarlata caiga en su lado oscuro, pero convence a los Delta-Nine Synthezoids para que no ataquen a Spider-Man cuando la Red de Guerreros llegaron. Con la ayuda de los nuevos aliados, Spider-Man fue capaz de derrotar a Zola. Al escapar de la destrucción de la isla HYDRA y colocar los Delta-Nine Synthezoids en vainas de estasis. Cuando Kaine ataca a la Academia S.H.I.E.L.D. y domina a la Red de Guerreros, Spider-Man y Araña Escarlata recurren a la asistencia de los Delta-Nine Synthezoids (Bone Spider, Goliath Spider y Ghost Spider). Pero Kaine controla a los Delta-Nine Synthezoids como un nuevo alfa para convertir al grupo en la Red de Guerreros. Los Delta-Nine Synthezoids finalmente son derrotados por la Red de Guerreros, sin embargo, Kaine absorbe los Delta-Nine Synthezoids en su masa corporal, transformándose a sí mismo en un enorme híbrido de los synthezoids de Spider-Slayer. El híbrido casi imparable se destruye en última instancia cuando el Agente Venom ingresa al Spider-Slayer híbrido con un transmisor de energía, logrando sobrecargar el híbrido para explotar en una mezcla sintética.
- El Spider-Slayer aparece en la serie animada Spider-Man de la década de 2010. En el episodio "Horizon High" Pt. 2, aparece como un robot gigante creado en secreto por Spencer Smythe que invade Horizon High para robar algunos de los dispositivos de Harry Osborn. Hubo algunos compuestos orgánicos arrojados a su creación. Después de dos batallas difíciles diferentes con el Spider-Slayer, Spider-Man fue capaz de destruirlo. En el episodio "Party Animals", Alistair Smythe controla a otro Spider-Slayer en su lucha con Spider-Man. Después de su lucha con Spider-Man, Alistair hace que el Spider-Slayer se autodestruya, haciendo que Spider-Man arroje sus diferentes partes al cielo. Resulta que esto fue parte de la audición de Alistair para inscribirse en la Academia Osborn, donde Norman Osborn afirma que él aprobó.

### Películas
- Un marketing viral de The Amazing Spider-Man 2: Rise of Electro muestra una referencia de Spider-Slayers avances tan significativos en la robótica y el creador es Spencer Smythe, pero ha sido tomada por su hijo.[20][21]
- Los Spider-Slayers se presentarán en futuras películas de Spider-Man.[22]

### Videojuegos
- Los Mata Arañas tienen papel en las versiones tanto el SNES y Sega Genesis de Spider-Man The Animated Series. La araña Cazadora, Mark X aparece como un minijefe en el nivel del sitio de construcción, mientras la araña Cazadora Mark XIV fue el jefe de ese mismo nivel.
- Las Spider-Slayers aparecieron en el juego de Game Boy de Spider-Man 3: durante la invasión de las Spider-Slayers.
- Las Spider-Slayers aparecieron en la adaptación del videojuego de Spider-Man donde fueron creados por Oscorp para cazar a Spider-Man pero es atrapado durante la caza de el Escorpión en su lugar. Ellos se parecían a arañas mecánicas.
- Unos Slayers humanoides armados con lanzallamas aparecieron como enemigos en el segmento final de Spider-Man: Shattered Dimensions en la dimensión Ultimate durante el nivel de Carnage, se afirma que estos matadores fueron construidos con la intención de manipular a Venom y a Carnage. Cuando Carnage escapa y comienza a causar estragos a lo largo del Triskelion, el cuartel de S.H.I.E.L.D. y son liberados para manejar la situación, pero también terminan atacando a Spider-Man debido a su traje negro. Durante la batalla final, un operativo de S.H.I.E.L.D. llamado Welling reprograma un grupo de Slayers para reconocer a Spider-Man como aliado y ayudarlo a derrotar a Carnage.
- Cuatro modelos de Mata Arañas llamados SS Series aparecen en The Amazing Spider-Man. El S-Bots consistió en Centinelas (consistente en Centinelas Médicos Centinelas de combate, y los centinelas avanzados de combate), Solicitantes (que se utilizaron para buscar especies cruzadas) y cazadores (que terminan Cruz-especies al ser llamado por los Solicitantes ). También hubo cuatro grandes robots fueron creados por Oscorp I + D Alistair Smythe cabeza. La primera es la S-01 (una máquina-arácnido como masiva que es una versión más grande de los cazadores), que fue lanzado en Central Park después de que el brote de la epidemia de especies cruzadas, donde Spider-Man lo derrota por conseguir que se disparó una de sus propios misiles en su boca. El segundo es el S-02 (una máquina de madriguera con tentáculos en forma de serpiente gigante) lanzado para matar a Spider-Man después de Smythe se inyectó la cura fracasado que Spider Man derrotado por conseguir que para aspirar una antena de radio. La tercera y última es la S-03 que puede ser mejor descrito como un Coliseo con piernas que Spider Man y el Lagarto fueron capaces de derrotar a través de sacar sus piernas.